# Meunier Museum

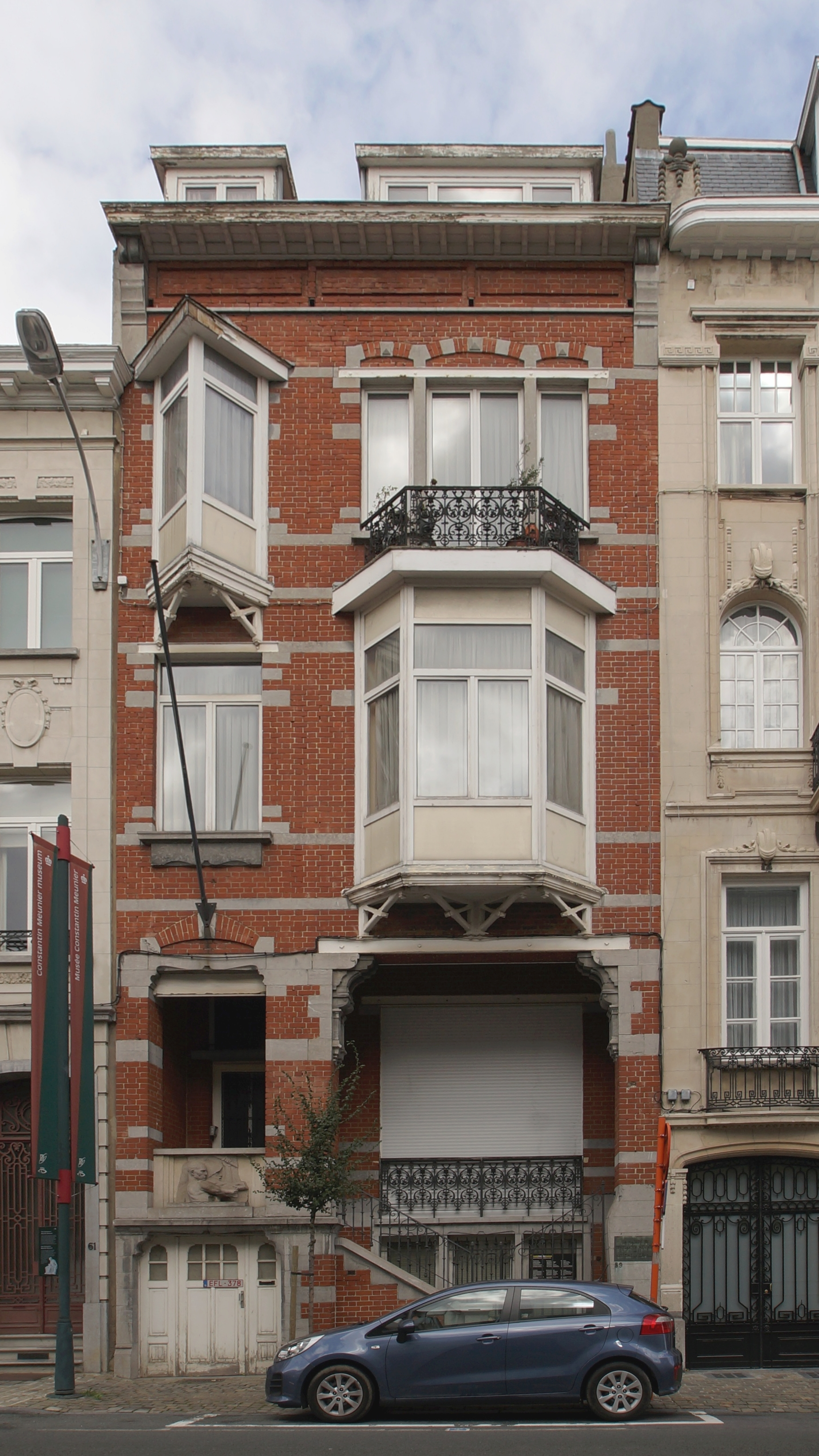
Meunier Museum

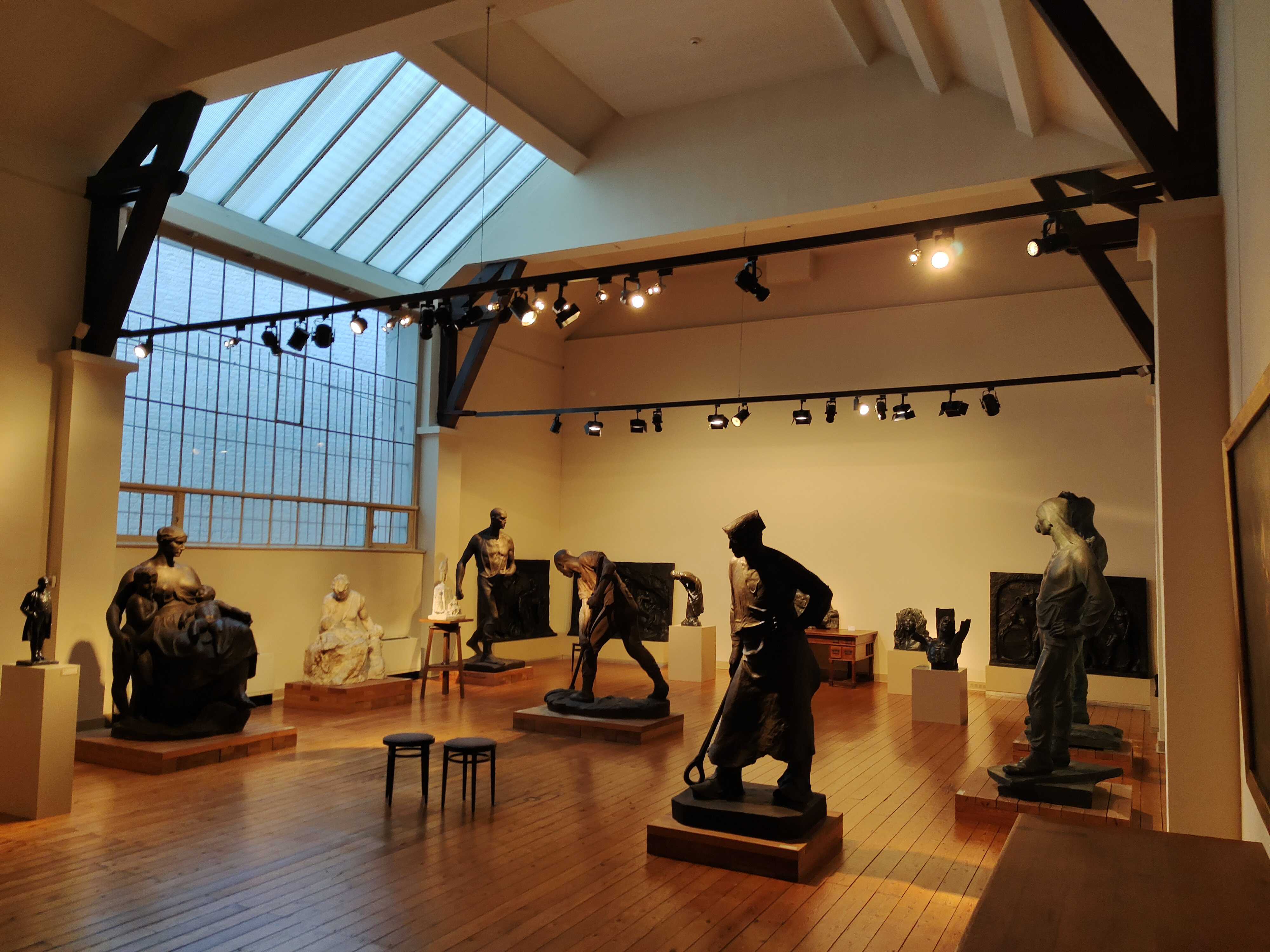
Hoofdtentoonstellingsruimte

Het Meunier Museum (Frans: Musée Meunier), voorheen het Constantin Meunier Museum (Frans: Musée Constantin Meunier), is een museum in de Brusselse gemeente Elsene, gewijd aan de Belgische kunstenaar Constantin Meunier (1831-1905). Het museum, onderdeel van de Koninklijke Musea voor Schone Kunsten van België, is gehuisvest in de atelierwoning waarin de Meunier de laatste vijf jaar van zijn leven woonde en werkte. Het focust op de evolutie van de kunstenaar tussen 1875 en 1905, wat hij zelf zijn 'tweede leven' noemde.
Meunier, geboren in Brussel, was een realistisch schilder van expressieve fabriekstaferelen die blijk gaven van zijn socialistische sympathieën. Hij is vooral bekend om zijn bronzen beelden van fabrieksarbeiders, zoals puddelaars (die ruw ijzer omsmeden in smeedijzer of staal). Deze waren ingegeven door zijn bezoeken aan industriegebieden rond Luik en Charleroi in de jaren zeventig en tachtig van de 19de eeuw. De figuren geven een veelzeggend beeld van die tijd. Hoewel ze gebukt gingen onder hun zware werk, wisten ze voor het oog hun waardigheid te bewaren. De collectie van het museum omvat 759 kunstwerken, waarvan ongeveer 150 tentoongesteld. Naast beelden bezit het museum 85 van zijn schilderijen en talrijke documenten. Ook wordt er uitleg gegeven over zijn werktechnieken.
Het eclectisch huis werd gebouwd tussen 1899 en 1900 door de Brusselse architect Ernest Delune. Het bouwschema is dat van een klassiek herenhuis met op het gelijkvloers twee tot drie opeenvolgende plaatsen, met een inkom en een traphal. Langs de tuin loopt een lange gang die het voorhuis verbindt met het schildersatelier en vandaar verder leidt naar het imposante beeldhouwatelier. Het huis werd in 1936 aangekocht door de Belgische staat en drie jaar later ingericht als museum.